# Paracucujus rostratus
Paracucujus rostratus — вид жуків родини Boganiidae.

## Поширення
Ендемік Австралії. Поширений у південній частині Західної Австралії.

## Опис
Дрібний жук завдовжки 3-4 мм. Тіло червонувато-коричневого забарвлення.

## Спосіб життя
Дорослі жуки та личинки живляться пилком саговників Macrozamia riedlei (родина замієвих).